# NAO (로봇)

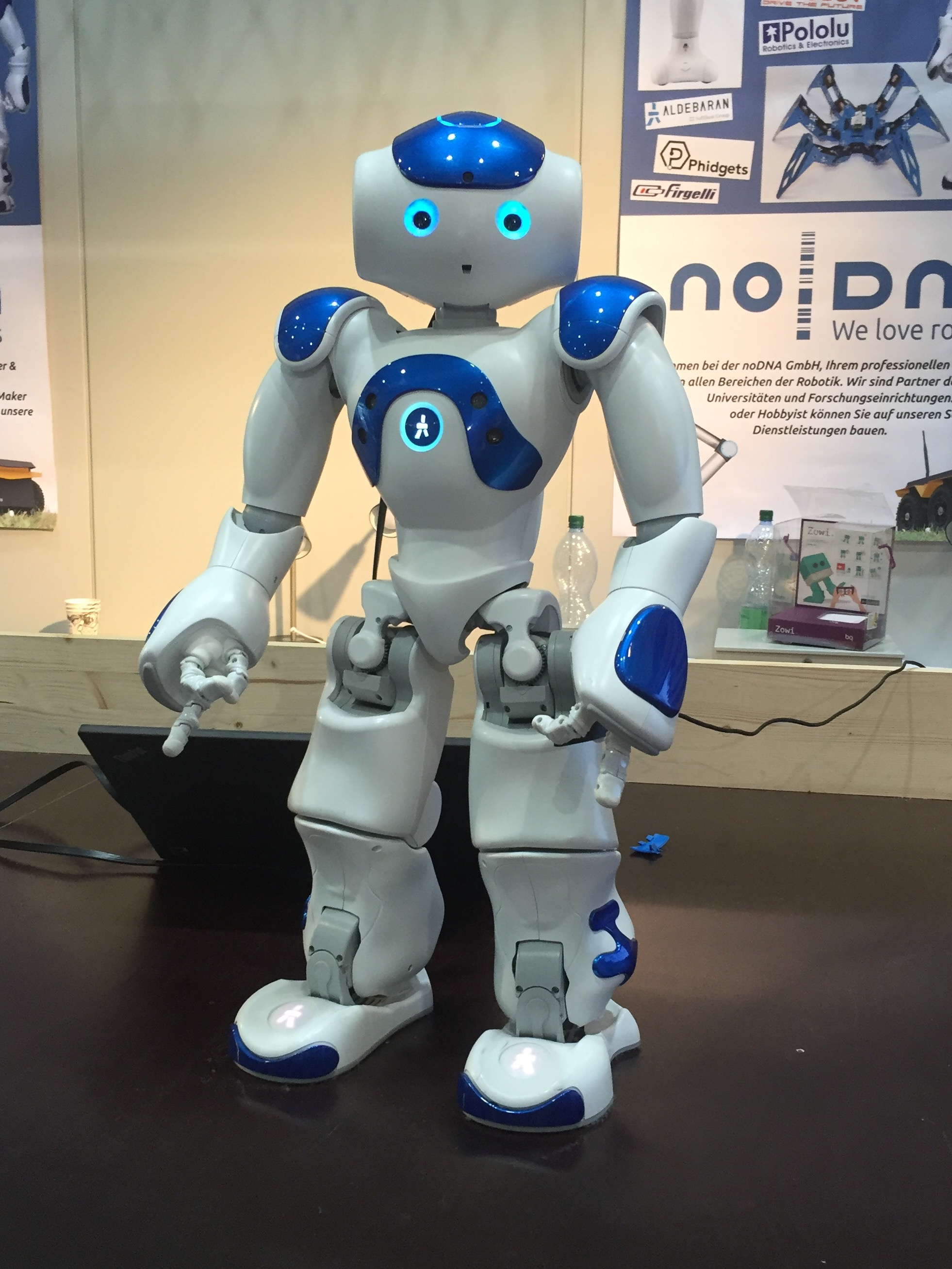
2016년

NAO는 자립 보행하는 소형 휴머노이드 로봇이다. 프랑스 파리에 본사를 둔 알데바란 로보틱스에 의해 개발되었다.

## 같이 보기
- 교육용 로봇